# Lokerenbeek

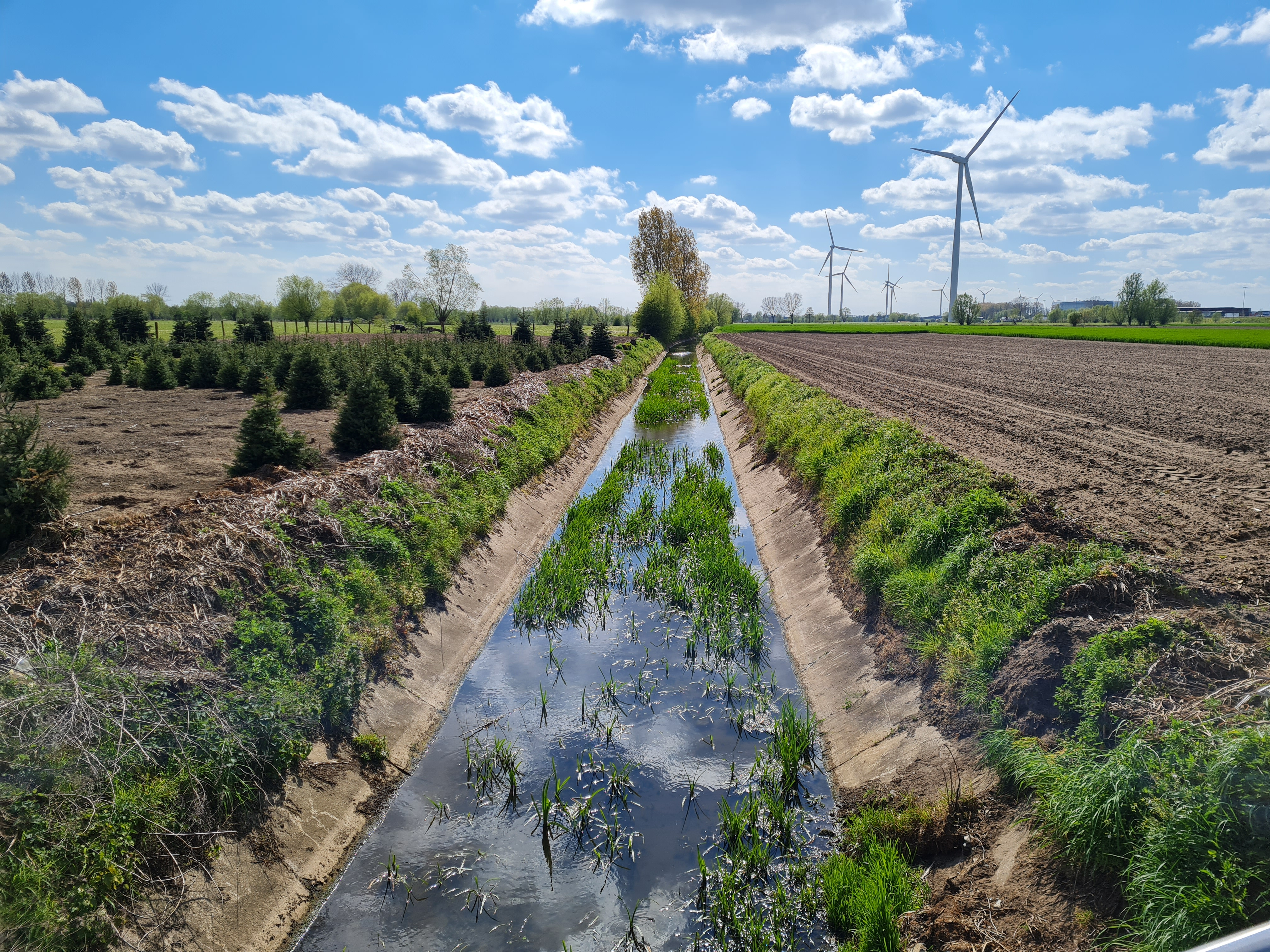
De Lokerenbeek in Zele

De Lokerenbeek, in Zele ook wel de Zelebeek genoemd, is een kleine stroming die door Lokeren en Zele stroomt. Ze is ongeveer zes kilometer lang en mondt samen met de Polderbeek uit in de rivier de Durme.
Ze was de voormalige grens tussen Lokeren, Berlare en Zele tot 1970.
Rivieren: Durme (Bovendurme, Benedendurme) · Lede · Zuidlede

Kanalen: Moervaart

Grachten: Fondatiegracht · Kapittelsvaardeken · Olentgracht

Beken: Beerbakbeek · Lokerenbeek · Vondelbeek